# Francis Burt (Politiker, 1807)

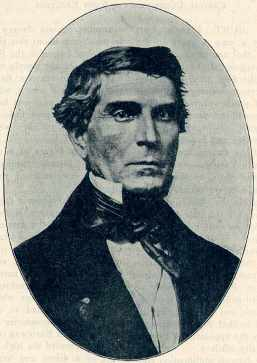
Francis Burt

Francis Burt (* 13. Januar 1807 in Pendleton, Anderson County, South Carolina; † 18. Oktober 1854 in Bellevue, Nebraska-Territorium) war ein US-amerikanischer Politiker (Demokratische Partei). Er war im Jahr 1854 der erste Gouverneur des Nebraska-Territoriums.

## Werdegang
Francis Burt wuchs in South Carolina auf und erhielt dort seine Schulausbildung. Zwischen 1832 und 1844 war er Abgeordneter im Repräsentantenhaus von South Carolina. Im Jahr 1844 wurde er Finanzminister in diesem Bundesstaat. 1852 war er Mitglied eines Kongresses zur Überarbeitung der Staatsverfassung. Nach der Gründung des Nebraska-Territoriums im Jahr 1854 wurde er von Präsident Franklin Pierce zum ersten Territorialgouverneur dieses Gebietes ernannt, das kurz zuvor als Resultat des Kansas-Nebraska Act entstanden war. Ursprünglich war William Orlando Butler für diesen Posten vorgesehen, doch er lehnte die Nominierung ab. Zwei Tage nach seinem Amtsantritt verstarb Burt an den Folgen der strapaziösen Reise. Staatssekretär Thomas B. Cuming übernahm sein Amt bis zur Ankunft des neu ernannten Gouverneurs Mark Whitaker Izard.
Nach ihm ist Burt County in Nebraska benannt.